# 鋼管公司駅
座標: 北緯39度2分29秒 東経117度29分51秒 / 北緯39.04139度 東経117.49750度
鋼管公司駅（こうかんこうしえき）とは中華人民共和国天津市東麗区に位置する天津地下鉄9号線の駅である。

## 駅構造
- 島式ホーム1面2線を有する高架駅。

## 駅周辺
- 天津鋼管集団有限公司

## 歴史
- 2004年3月28日 - 開業。

## 隣の駅
- ■9号線

軍糧城駅 - 鋼管公司駅 - 胡家園駅